# LAND攻击
LAND攻击（局域网拒绝服务攻击，縮寫：LAND attack），是阻斷服務攻擊（DoS攻击）的一种，通过发送精心构造的、具有相同源地址和目标地址的欺骗数据包，致使缺乏相应防护机制的目标设备瘫痪。这种攻击方法最早在1997年被某人以“m3lt”的名称提出，并于多年之后的Windows Server 2003、Windows XP SP2等操作系统中重现。

## 原理
这种攻击方式采用了特别构造的TCP SYN数据包（通常用于开启一个新的连接），使目标机器开启一个源地址与目标地址均为自身IP地址的空连接，持续地自我应答，消耗系统资源直至崩溃。这种攻击方法与SYN洪泛攻击并不相同。
其他类型的LAND攻击在类似SNMP和Windows 88/tcp（Kerberos 协议）的服务中也有发现。类似的系统存在设计上的缺陷，允许设备接受并响应来自网络、却宣称来自于设备自身的数据包，导致循环应答。

## 受影响的系统
以下操作系统可能受到类似攻击的影响：
- AIX 3.0
- AmigaOS AmiTCP 4.2 (Kickstart 3.0)
- BeOS  Preview release 2 PowerMac
- BSDi 2.0 and 2.1
- Digital VMS
- FreeBSD 2.2.5-RELEASE and 3.0 (Fixed after required updates)
- HP External JetDirect Print Servers
- IBM AS/400 OS7400 3.7
- Irix 5.2 and 5.3
- Mac OS MacTCP, 7.6.1 OpenTransport 1.1.2  and 8.0
- NetApp NFS server 4.1d and 4.3
- NetBSD 1.1 to 1.3 (Fixed after required updates)
- NeXTSTEP 3.0 and 3.1
- Novell 4.11
- OpenVMS 7.1 with UCX 4.1-7
- QNX 4.24
- Rhapsody Developer Release
- SCO OpenServer 5.0.2 SMP, 5.0.4
- SCO Unixware 2.1.1 and 2.1.2
- SunOS 4.1.3 and 4.1.4
- Windows 95, NT and XP SP2

## 防范
大多数防火墙都能拦截类似的攻击包，以保护系统。部分操作系统通过发布安全补丁修复了这一漏洞。另外，路由器应同时配置上行与下行筛选器，屏蔽所有源地址与目标地址相同的数据包。

## 更多
- Insecure.Org's original post about the attack （页面存档备份，存于）
- Article about XP's vulnerability （页面存档备份，存于）